# Catillon-Fumechon

Catillon-Fumechon este o comună în departamentul Oise, Franța. În 1 ianuarie 2022 avea o populație de 540 de locuitori.